# Vysoké kolo (Krkonoše)
Vysoké kolo (polsky Wielki Szyszak, německy Hohes Rad) je hora nacházející se v Krkonoších v hlavním hřebeni, na česko-polské hranici. Vrchol s nadmořskou výškou 1510 m leží již na území Polska, na českém území leží nejvyšší místo v nadmořské výšce 1508 m. Je to nejvyšší hora západních Krkonoš a čtvrtá nejvyšší hora Krkonoš i celého Česka. S prominencí 335 metrů (převýšení od sedla nedaleko Petrovky) jde o druhou nejprominentnější horu Krkonoš. V minulosti byla nazývána také Krkonoš, Velký Šišák, německy Gr. Sturmhaube.

## Charakteristika
Jedná se o horu kupovitého tvaru ležící zhruba 5 km od osady Horní Mísečky na české straně hor a 8 km jižně od města Piechowice na straně polské. Nachází se v hlavním, širokém Slezském hřebeni, kde jsou patrné četné tvary způsobené kryoplanací místní žuly. Leží zde největší suťová pole pohoří. Na holém a plochém vrcholu stojí samostatné skalky a kamenná moře jen stroze pokrytá travou. Zřetelně se zde projevuje terasovitost terénu. Na jih spadají svahy Vysokého kola mnohem mírněji než na polskou stranu. Zde, na severu se objevují lavinové svahy, které se prudce lomí do ledovcového karu – Sněžných jam.

## Přístup
Výstup na samotný vrchol není oficiálně povolen, neboť leží v klidovém území KRNAP a nevede na něj značená turistická stezka. Na polské straně traverzuje vrchol červená turistická značka a na jižním svahu, na české straně, prochází cesta opatřena tyčovým značením. Na vrcholu, na polské straně hory, se nachází polorozpadlá kamenná mohyla, která byla postavena v osmdesátých letech 19. století na památku prvního německého císaře Viléma I. Od mohyly je výborný, kruhový výhled.

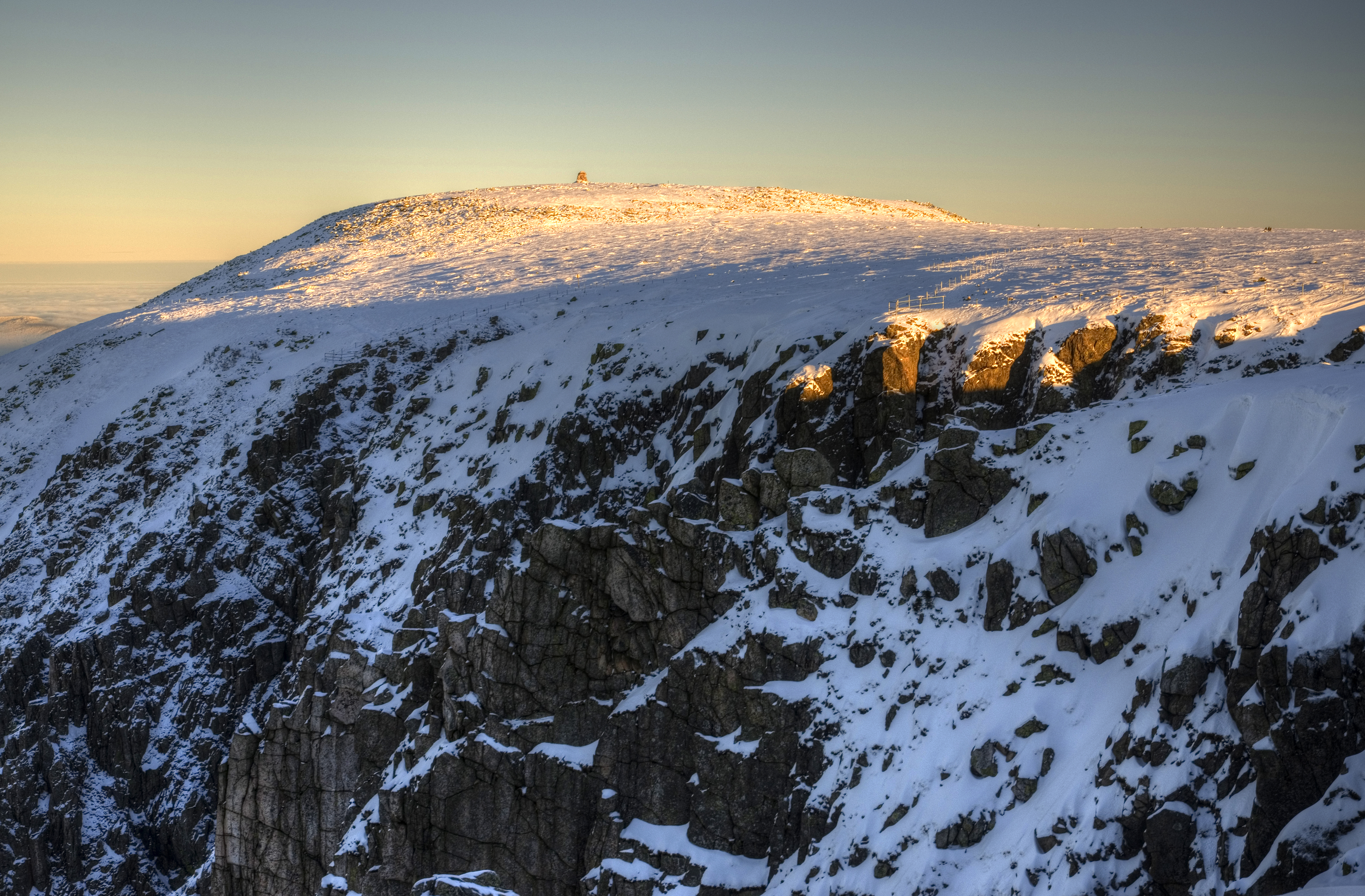
Vysoké kolo od Sněžných jam

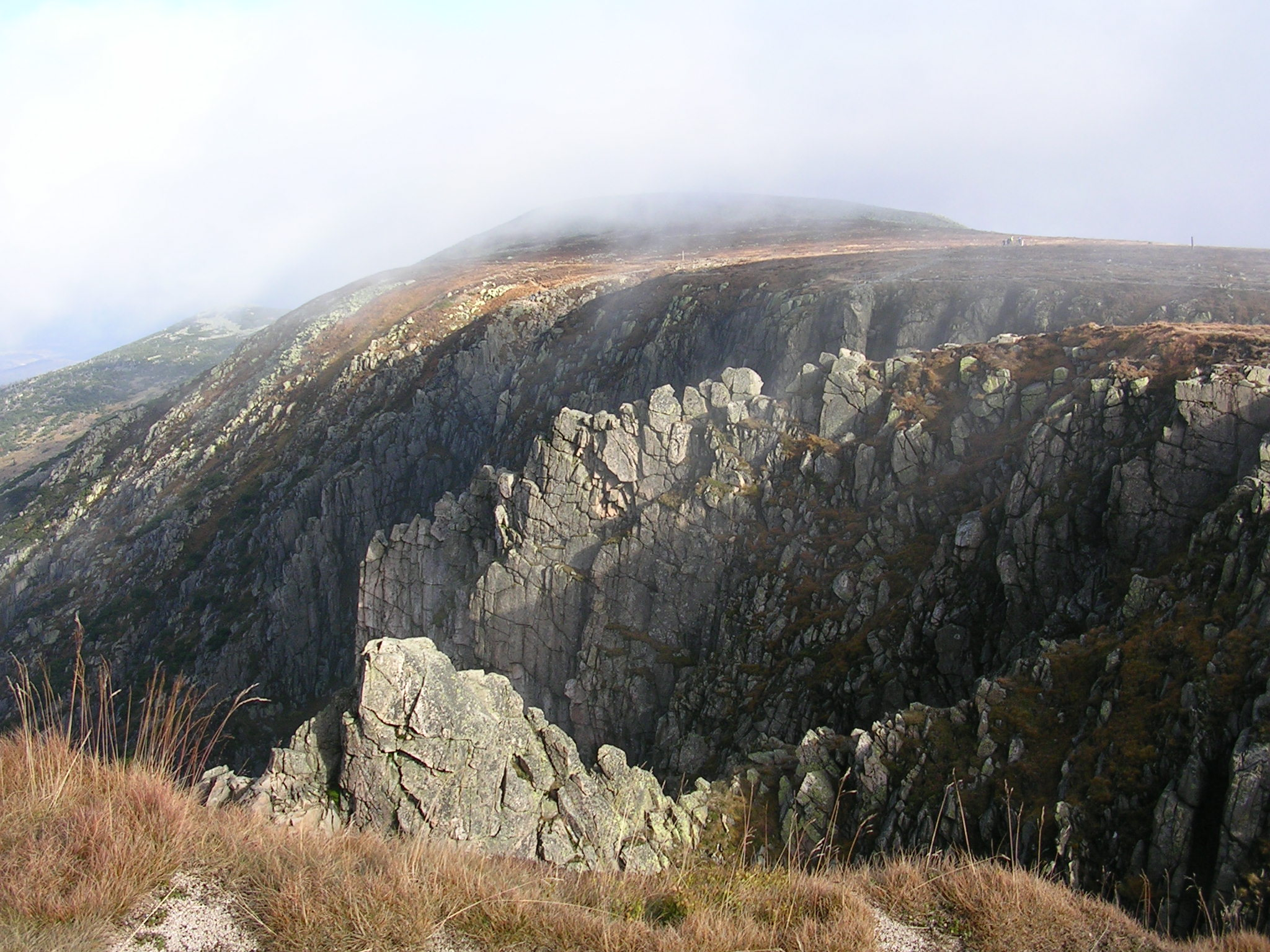
Vysoké kolo a Sněžné jámy

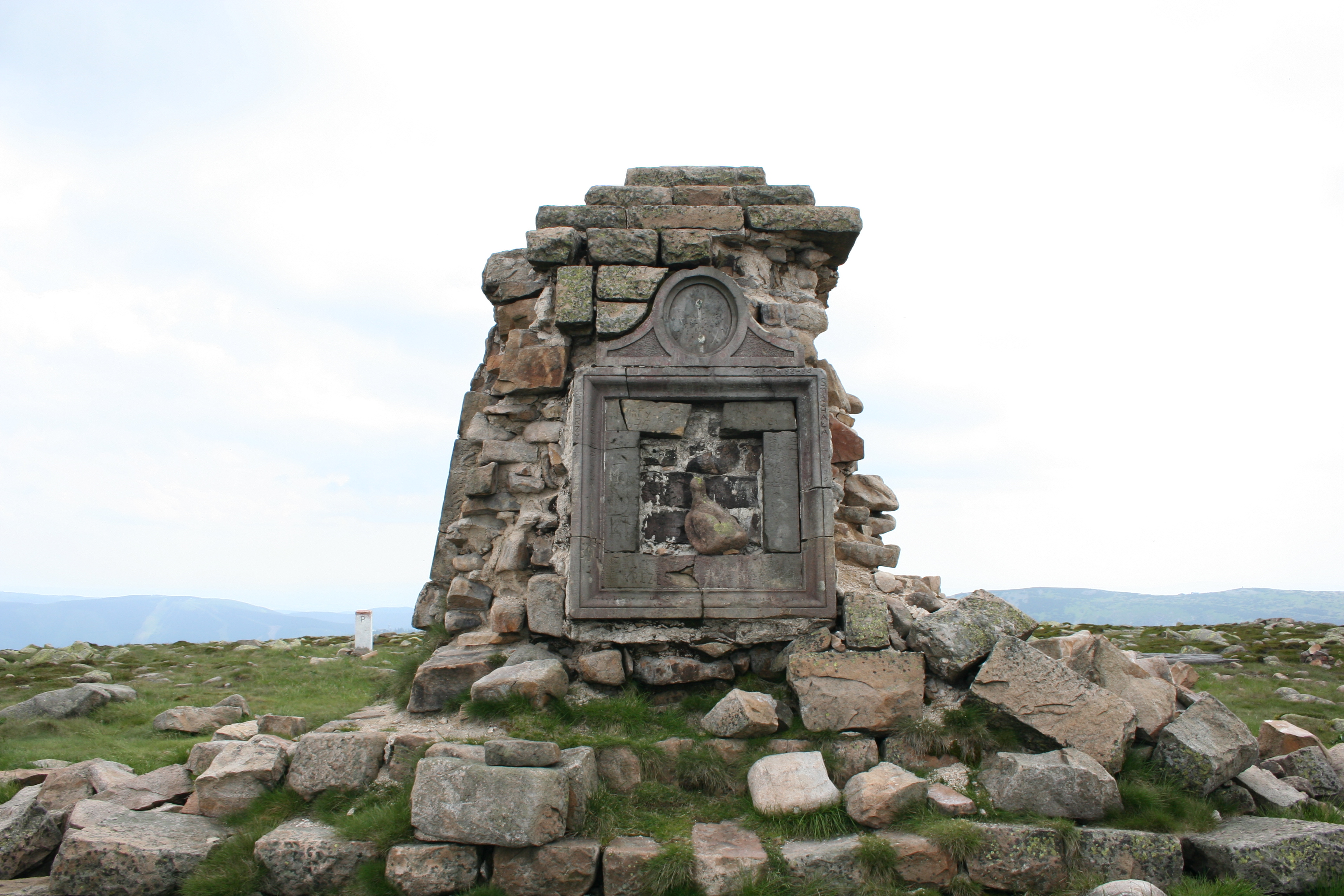
Ruiny pomníku Viléma I.